# Pedro II, Grão-Duque de Oldemburgo
Pedro II de Oldemburgo (8 de julho de 1827 - 13 de junho de 1900) foi o governante de Oldemburgo de 1853 até à sua morte em 1900.

## Família
Pedro foi o único filho a nascer do segundo casamento do grão-duque Augusto de Oldemburgo com a princesa Ida de Anhalt-Bernburg-Schaumburg-Hoym. Antes o grão-duque foi casado com a irmã mais velha de Ida, a princesa Adelaide de Anhalt-Bernburg-Schaumburg-Hoym, o que tornava Pedro simultâneamente irmão e primo dos filhos deste casamento. Os seus avós paternos eram o grão-duque Pedro I de Oldemburgo e a princesa Frederica de Württemberg. Os seus avós maternos eram o príncipe Vítor II de Anhalt-Bernburg-Schaumburg-Hoym e a princesa Amália de Nassau-Weilburg.

## Vida e reinado
Quando era jovem, Pedro prestou serviço na cavalaria do exército prussiano e era general de infantaria do exército de Hanôver.
Pedro sucedeu ao seu pai como grão-duque em 1853, governando uma população de cerca de 800 000 pessoas.
A família de Pedro tinha ligações fortes com a família imperial russa, já que ambas descendiam do duque Cristiano Alberto de Holstein-Gottorp, pelo que Pedro ficou do lado russo contra a Áustria durante a Guerra da Crimeia. Durante a Primeira Guerra de Schleswig-Holstein, reclamou uma parte dos territórios conquistados pela Prússia, mas acabou por abdicar dos seus direitos nos ducados em 1866. No ano seguinte assinou um tratado militar com a Prússia no qual as suas tropas foram incorporadas no exército do príncipe Frederico Carlos da Prússia, durante a Guerra Franco-Prussiana.
Em 1896, a sua esposa Isabel morreu, um ano depois da morte da nora, a princesa Isabel Ana da Prússia. Depois de sofrer durante vários anos de problemas no coração derivados da sua exaustão, os médicos recomendaram-lhe que fosse viajar. Morreu no ano seguinte, no dia 13 de junho de 1900 na sua residência de verão em Rastede. 

## Casamento e descendência
Pedro casou-se no dia 10 de fevereiro de 1852 com a sua prima em segundo-grau, a princesa Isabel de Saxe-Altemburgo.
Tiveram dois filhos:
- Frederico Augusto II de Oldemburgo (16 de novembro de 1852 - 24 de fevereiro de 1931), casado primeiro com a princesa Isabel Ana da Prússia e depois com a duquesa Isabel de Mecklemburgo-Schwerin.
- Jorge Luís de Oldemburgo (27 de junho de 1855 - 30 de novembro de 1939).